# Myrmica afghanica
Myrmica afghanica  (лат.) — вид мелких муравьёв рода мирмик подсемейства мирмицин. Эндемик Афганистана.

## Распространение
Вид встречается в Афганистане и  Индии.

## Описание
Мелкие желтовато-коричневые (до чёрного) муравьи длиной около 4—5 мм. Голова относительно длинная с параллельными друг к другу боковыми сторонами. Длина головы 1 мм, ширина — 0,82—0,88 мм. Передняя часть клипеуса выступающая в средней части. Лобные валики короткие. Петиоль с длинным передним стебельком. Проподеальные шипики на заднегрудке короткие, но острые. Средние и задние голени с развитыми гребенчатыми шпорами.

## Систематика
Описан украинским мирмекологом А. Радченко и английским энтомологом Г. Элмсом в 2003 году как Myrmica afghanica Radchenko & Elmes, 2003 по старым материалам из Афганистана, собранным в 1948 году. 3 рабочих и матка были собраны к северу от Джелалабада. Первоначально его сближали с представителями группы видов Myrmica rubra или Myrmica smythiesii. Позднее был включён в видовую группу или комплекс dshungarica (например, M. dshungarica, M. juglandeti, M. ferganensis и M. kryzhanovskii, которые обитают в горах Тянь-Шаня и Памира). Видовое название M. afghanica дано по месту обнаружения типовой серии (Афганистан).